# Lluís Curós Morató

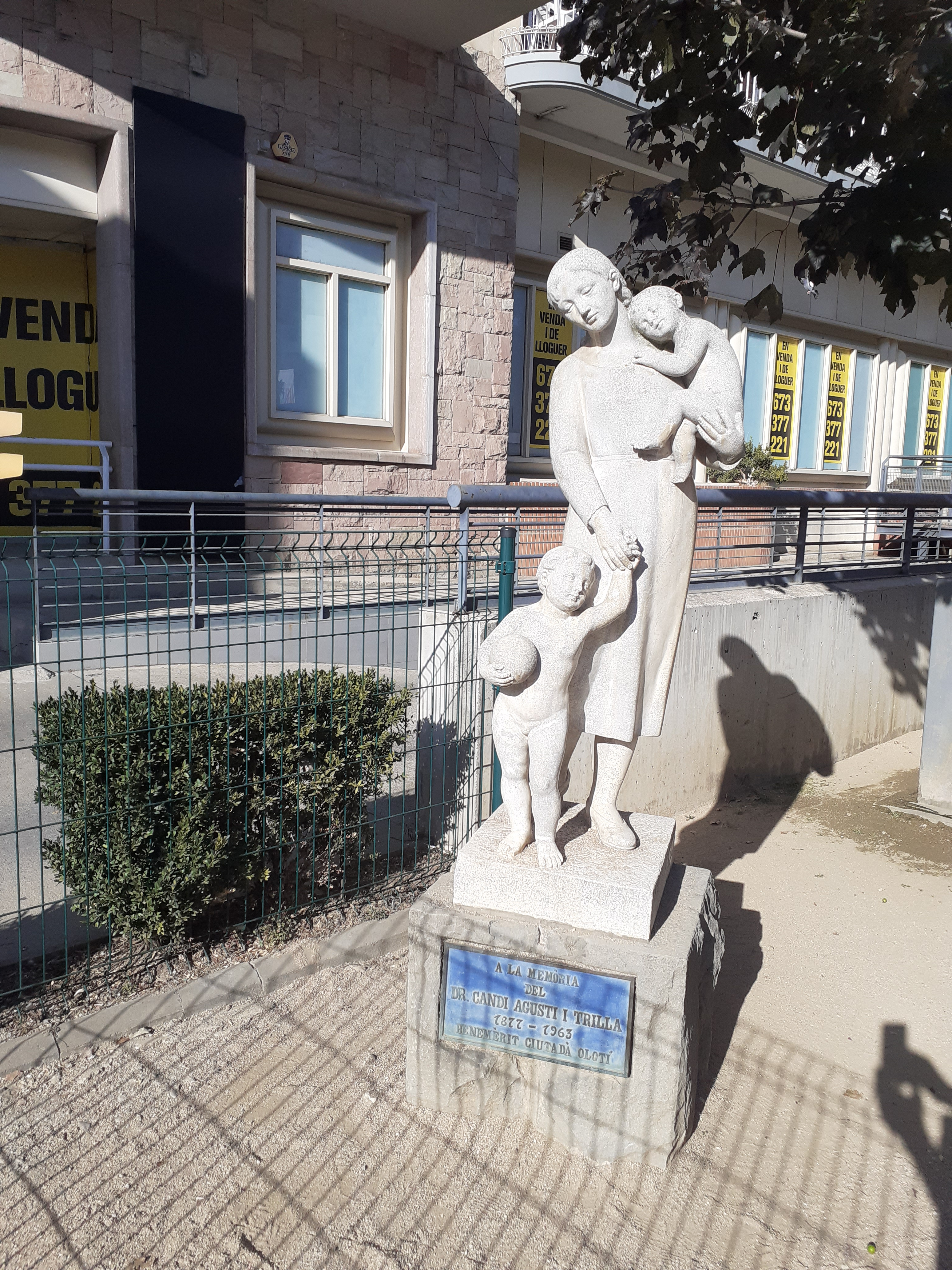
Escultura a la memòria del Dr Candi Agustí i Trila, a Olot

Lluís Curós Morató (Olot, 1886 – 1979) fou un artista olotí. Va néixer a Olot i fou deixeble de l'avi Berga i de Mas Collellmir. Començà a treballar modelant sants, primer a El Arte Cristianoi també a El Renacimiento i a Las Artes Religiosas. El 1942 va instal·lar el seu estudi al carrer Macarnau, on va treballar fins a la seva mort modelant figures de taller per encàrrec. Allà també modelaria nombroses escultures de petit i mitjà format. La majoria d'aquestes obres són de terracota i giren entorn a la temàtica femenina. D'altra banda, entre els treballs de Lluís Curós també hi ha altres retrats de personatges notables com el bust de Joaquim Danés, el del P. Nolasc del Molar o el de Josep Pla.